# Marta Leite de Castro
Marta Raquel Leite de Castro Alves (Porto, Cedofeita, 7 de abril de 1979) é uma atriz, apresentadora de televisão portuguesa e oradora de conferências.

## Biografia
Nasceu às 10 horas e 50 minutos, filha de José Luís Fernandes Alves (Rio de Janeiro) e de sua mulher Emília Maria da Rocha Leite de Castro (Fafe, Fafe - ?), cujos apelidos ela adoptou, e irmã de Nuno ... Leite de Castro Alves, residentes na Avenida Mouzinho de Albuquerque, 58 - 6.º Bloco Norte na Póvoa de Varzim, Póvoa de Varzim, neta paterna de José Joaquim Alves, que trabalhou no Comércio e esteve ligado ao Mecenato, e de sua mulher Alzira Fernandes da Silva Lage e neta materna de João Alves Leite de Castro e de sua mulher Maria Teresa Pinheiro da Rocha.
Desde pequena, Marta Leite de Castro queria ser atriz, mas tirou Direito na Faculdade de Direito da Universidade do Porto e o curso de Som e Imagem na Universidade Fernando Pessoa. Participou num casting para o Porto Canal onde frequentou o curso de Jornalismo Multimédia.
Começou a ser apresentadora no talk-show da RTP1, Portugal no Coração, como repórter de terreno. Apresentou durante cinco anos o talk-show Só Visto!, aos domingos à tarde, na estação pública. Depois conduziu o programa Cinco Sentidos e mais recentemente Hora da Sorte. Apresentou o programa diário Agora Escolha, estreado no dia 13 de julho de 2015. Apresentou o programa Network Negócios, transmitido na RTP Internacional até 2020. 
A partir de março de 2023, faz parte da equipa de apresentadores da CNN Portugal, apresentando o magazine de empreendedorismo Pitch Brand and Content. 
Também se destacou pela representação, no papel de Sofia, na novela Vila Faia, e de uma advogada na série policial Liberdade 21. Participou na série Voo Directo.
No ano de 2010 esteve envolvida em polémica ao afirmar numa entrevista a Jô Soares que "foi um erro crasso ter nascido em Portugal".

## Vida pessoal
Viveu com o realizador português Leonel Vieira. Fruto dessa união nasceu uma filha de nome Emília (Mia) Leite de Castro Vieira em 2006.
Casou civilmente numa cerimónia informal em Lisboa, Lapa, a 13 de Junho de 2013, com o diplomata e político Pedro Bartolomeu Santos Matos Perestrelo Pinto (2 de Dezembro de 1976), Chefe de Gabinete do Secretário de Estado dos Negócios Estrangeiros, Adjunto do Gabinete do Ministério dos Negócios Estrangeiros, meio primo em quarto grau de Marcos da Cunha e Lorena Perestrelo de Vasconcelos, Secretário de Estado da Defesa Nacional de Portugal de 26 de Novembro de 2015 a 17 de Outubro de 2018 e Deputado, sobrinho-tetraneto do 1.º Visconde de São Torquato e 5.º neto do 3.º Marquês de Castelo Melhor e 7.º Conde da Calheta, do 1.º Visconde de São Salvador de Campos, do 1.º Conde de Murça e da 6.ª Condessa de Óbidos, 7.ª Condessa da Palma e 6.ª Condessa do Sabugal, de quem tem uma filha, Caetana Leite de Castro Perestrelo Pinto, nascida em Novembro de 2013. O casal divorciou-se a 3 de Dezembro de 2015.

### Relacionamentos
Foi satirizada por diversos relacionamentos desde que é figura pública. Um exemplo disso foi uma peça que saiu no Inimigo Público, rubrica do jornal Público. Não sendo seu conhecido, o actor e cantor Ângelo Rodrigues escreveu uma letra em que também fazia referência a essa faceta de monógama em série de Marta Leite de Castro.

#### Lista de relacionamentos anunciados na imprensa
| Namorado                                           | Data de início¹   | Data de término¹      |
| -------------------------------------------------- | ----------------- | --------------------- |
| Leonel Vieira 1.ª Fase                             | janeiro de 2003   | agosto de 2007        |
| Paulo Sousa Costa                                  | novembro de 2007  | março de 2008         |
| Lisandro López                                     | fevereiro de 2008 | junho de 2008         |
| Gonçalo Diniz                                      | julho de 2008     | outubro de 2008       |
| João Azinheira                                     | outubro de 2008   | dezembro de 2008      |
| Nuno Almas                                         | dezembro de 2008  | fevereiro de 2009     |
| Frederico do Casal Ribeiro de Carvalho             | março de 2009     | abril de 2009         |
| Rabah Madjer                                       | abril de 2009     | abril de 2009         |
| Paulo Sérgio Betti                                 | maio de 2009      | agosto de 2009        |
| Jonathan Sampaio                                   | julho de 2009     | agosto de 2009        |
| Rodrigo Teixeira Viana de Serpa Pimentel           | dezembro de 2009  | fevereiro de 2010     |
| Leonel Vieira 2.ª Fase                             | fevereiro de 2010 | maio de 2010          |
| Bernardo Mendonça                                  | agosto de 2010    | janeiro de 2011       |
| Pedro Maria Neves de Melo Montargil                | janeiro de 2011   | fevereiro de 2011     |
| Ari Girão                                          | setembro de 2011  | outubro de 2011       |
| Henrique Sá Pessoa                                 | outubro de 2011   | janeiro de 2012       |
| Fernando de Castelo Branco do Espírito Santo Silva | agosto de 2012    | outubro de 2012       |
| Pedro Bartolomeu Santos Matos Perestrelo Pinto     | outubro de 2012   | 5 de dezembro de 2015 |
| Pedro Miguel Ramos                                 | junho de 2020     | agosto de 2020        |
| Eurico Soromenho                                   | maio de 2021      | agosto de 2022        |

¹Data aproximada
Outros não confirmados/assumidos: Gui de Campos Luís, Mickael Araújo Antunes (Mickael Carreira); Tiago Silva Pereira; Pedro Soa.